# محمد راغب باشا

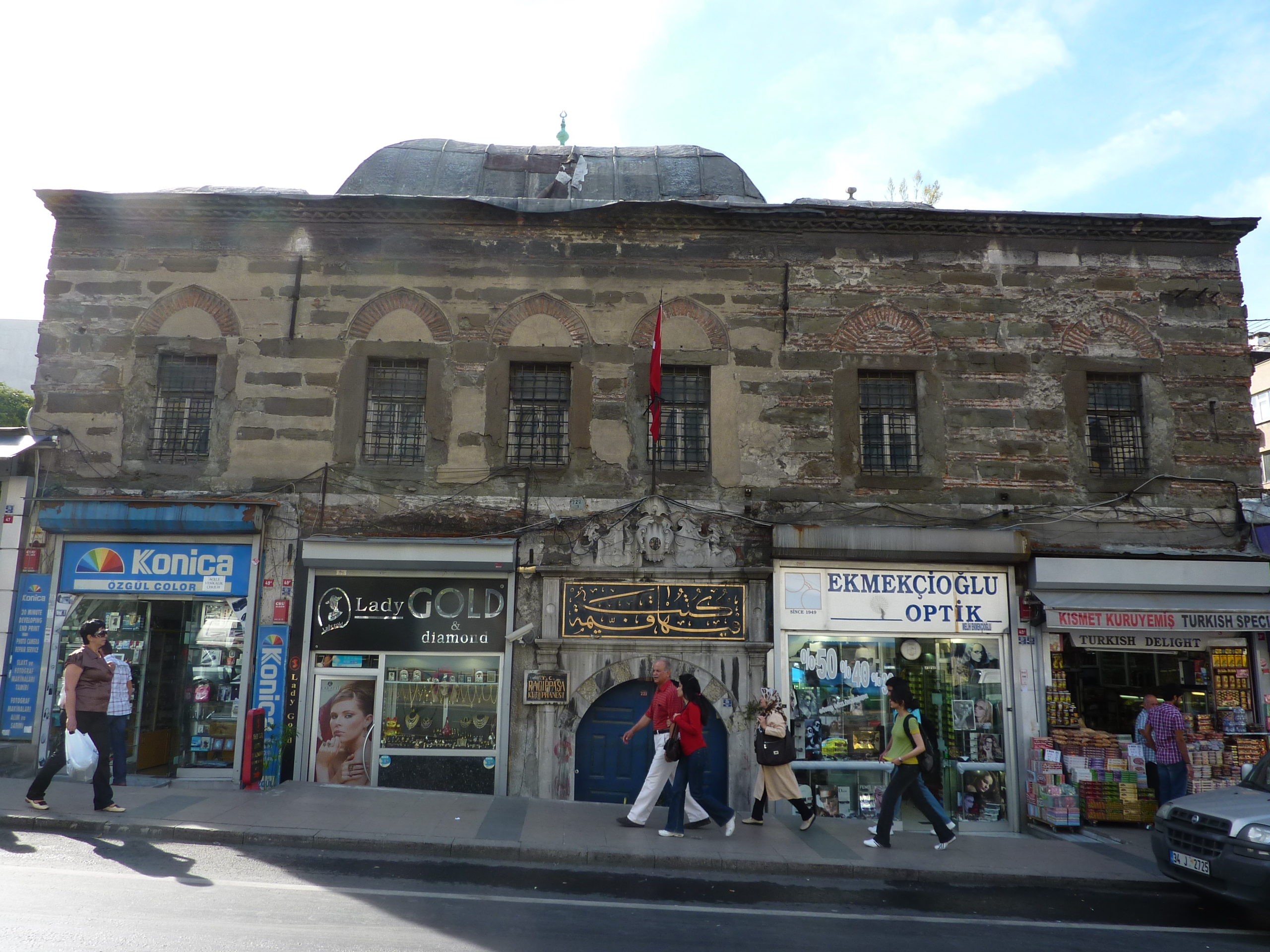
مكتبة راغب باشا.

محمد راغب باشا (1110 - 1176 هـ / 1698 - 1763 م) هو سياسي عثماني عالم بالعربية وكان الصدر الأعظم لدولة العثمانية.

## ترجمته
مولده ووفاته في الأستانة. تدرج في مناصب الدولة من كاتب صغير إلى محاسب للخزينة إلى (مكتوبجي) للصدارة. وعين والياً بمصر سنة 1159-1161 هـ وفتك بالمماليك، ثم والياً بالرقة، فوالياً بحلب (سنة 1168) فوالياً بالشام وأميراً للحج (سنة 1170) وولي منصب (الصدارة العظمى) فبقي فيه ست سنوات وأشهراً، على عهد السلطانين عثمان الثالث ومصطفى الثالث، وتزوج بصالحه سلطان أخت السلطان مصطفى، وجمع مكتبة حافلة تعرف باسمه، ودفن إلى جوارها (بالآستانة) وفيها مؤلفاته. كان ينظم الشعر باللغات الثلاث: العربية والتركية والفارسية؛ وله في كل منها (ديوان) وخلف آثاراً عمرانية في حلب وغيرها.

## مؤلفاته
- (سفينة الراغب ودفينة الطالب - ط) مجموعة أدب وأبحاث، بالعربية، يقال لها (سفينة العلوم).
- (منتخبات - خ) من شعر المتقدمين، وفيها بعض شعره.
- رسالة في (العروض - خ).